# Ruta 1 (Bolivia)

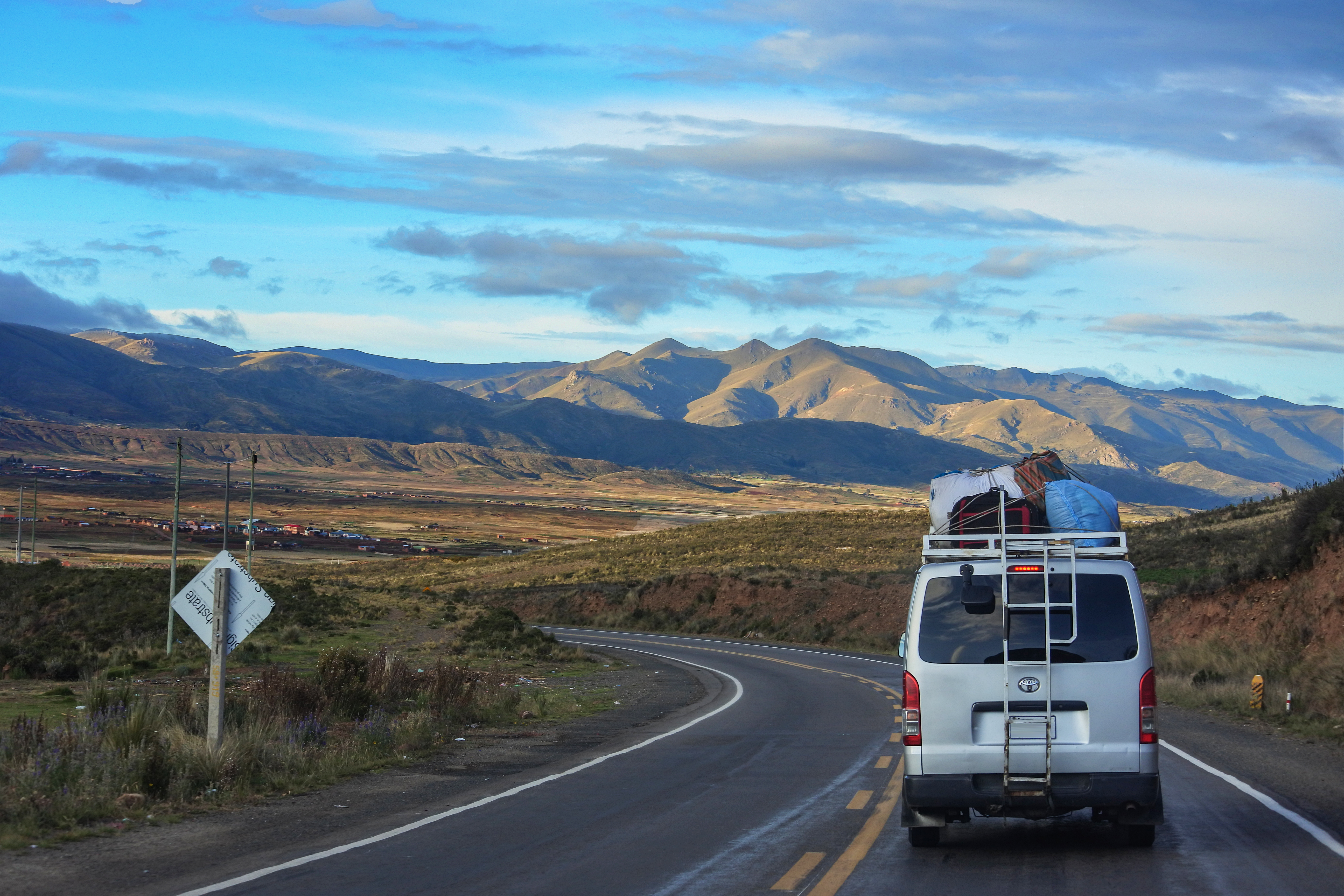
La Ruta 1 pasando por el municipio de Laja en el Departamento de La Paz.

La Ruta Nacional 1 (RN1 o F1) es una carretera boliviana totalmente asfaltada de 1.215 kilómetros de longitud y de carácter internacional, ubicada enteramente en la parte occidental de Bolivia. Une el oeste con el sur del país. La carretera recorre 5 departamentos de Bolivia, uniendo a los departamentos del altiplano con los departamentos del valle del país. La trayectoria de la Ruta 1 atraviesa los departamentos de: La Paz, Oruro, Potosí, Chuquisaca y Tarija, a la vez, atraviesa también por la jurisdicción territorial de 17 provincias y 33 municipios de Bolivia. 
La ruta comienza en la localidad fronteriza de Desaguadero en el límite de la frontera con el Perú y finaliza en la localidad fronteriza de Bermejo, en el límite de la frontera con la Argentina. Históricamente, la Ruta 1 se ha consolidado hace varias décadas como una carretera de carácter internacional, ya que a través de Bolivia, dicha carretera une el Perú (en Desaguadero) con la  Argentina (en Aguas Blancas). En territorio argentino este camino continúa como Ruta Nacional 50.
Este camino fue incluido en la Red Vial Fundamental por Decreto Supremo 25.134 del 31 de agosto de 1998. En el tramo La Paz y Oruro, la ruta cuenta con doble vía (228 km aproximadamente) y fue inaugurada en febrero de 2015. También cabe destacar que en el tramo Camargo – Cruce Iscayachi el material de la vía es pavimento rígido.

## Ciudades

### Departamento de La Paz
- Frontera Perú-Bolivia
- Río Desaguadero
- kilómetro 0: Desaguadero (4.065 hab.)
- km 24: Guaqui (1.900 hab.)
- km 95: El Alto (La Paz) (848.840 hab.) (Comienza la  Ruta 2 de Bolivia y la  Ruta 3 de Bolivia)
- km 130: Achica Arriba (1.105 hab)
- km 135: San Antonio de Senkata (1.339 hab.)
- km 149: Calamarca (1.417 hab.)
- km 161: Tolar (237 hab.)
- km 173: Ayo Ayo (698 hab.)
- km 193: Patacamaya (11.249 hab.) (Comienza cruce con la  Ruta 4 de Bolivia)
- km 214: Sica Sica (3.086 hab.)
- km 220: Lahuachaca (5.874 hab.)
- km 232: Colpapucho Belén (620 hab.)
- km 239: Konani (901 hab.)
- Km 250: Panduro (894 hab.)

### Departamento de Oruro
- Km 260: Vila Vila (464 hab.)
- km 268: Kemalla (428 hab.)
- km 283: Caracollo (5.356 hab.) (Comienza cruce con la  Ruta 4 de Bolivia y la  Ruta 44 de Bolivia)
- km 324: Oruro (264.683 hab.)
- km 354: Machacamarca (2.749 hab.) (Comienza cruce con la  Ruta 6 de Bolivia)
- km 377: Poopó (3.618 hab.)
- km 404: Pazña (1.407 hab.)
- km 440: Challapata (12.684 hab.)
- Km 452: Ancacato (352 hab.)
- km 503: Thola Palca (27 hab.)
- km 532: Cruce Culta (1.520 hab.)

### Departamento de Potosí
- km 554: Challa Mayu (152 hab.)
- km 598: Tinguipaya (628 hab.)
- km 618: Tarapaya (96 hab.)
- km 643: Potosí (174.973 hab.) (Comienza cruce con la  Ruta 5 de Bolivia)
- km 680: Cuchu Ingenio (410 hab.) (Comienza cruce con la  Ruta 14 de Bolivia)

### Departamento de Chuquisaca
- km 765: Padcoyo (685 hab.)
- km 826: Camargo (5.173 hab.)
- km 868: Villa Abecia (1.022 hab.)
- km 893: Las Carreras (765 hab.) (Comienza cruce con la  Ruta 20 de Bolivia)

### Departamento de Tarija
- km 898: El Puente (564 hab.)
- km 951: San Lorencito (243 hab.)
- km 954: Río Tomayapo
- km 993: Santa Bárbara
- km 1.005: Tarija (179.528 hab.) (Comienza cruce con la  Ruta 11 de Bolivia)
- km 1.215: Bermejo (29.459)
- Frontera Bolivia-Argentina
- Ruta Nacional 50 de Argentina

## Historia

### Carretera Oruro - Potosí (1975-2004)
Los trabajos para que las ciudades capitales de Oruro y Potosí queden unidas mediante una carretera completamente asfaltada, duraron 29 años, las primeras obras comenzaron en 1975 y terminaron el año 2004 con la inauguración del último tramo. 

#### Asfaltado del Tramo Oruro - Vinto - Machacamarca (1975-1977)
La construcción del tramo ciudad de Oruro-Vinto-Machacamarca estuvo a cargo de la empresa constructora COPESA (Constructora Petricevic S.A.), quien comenzó lo trabajos en 1975, siendo inaugurada la carretera asfaltada el año 1977 por el primer gobierno de Hugo Banzer Suárez. 
Posteriormente, ya para 1994 (después de 17 años), esta ruta recibió el recapamiento de su asfaltado, la cual estuvo a cargo de la empresa constructora "ICE Ingenieros", que comenzó los trabajos el 10 de febrero de 1995 y los concluyó ese mismo año también, siendo inaugurada por el primer gobierno de Gonzalo Sánchez de Lozada. El gobierno boliviano destinó 1,8 millones de dólares para el mantenimiento del tramo, pues dichos recursos económicos fueron financiados por el Banco Mundial.

#### Asfaltado del Tramo Machacamarca - Pazña (1994-1997)
Para asfaltar este tramo, el gobierno boliviano destinó 6 millones de dólares, que fueron financiados por el Banco Mundial. El comienzo de las obras del asfaltado del tramo Machacamarca-Pazña empezaron el 8 de julio de 1994. Después de más de dos años, finalmente la carretera asfaltada fue inaugurada el 5 de febrero de 1997, por el presidente Gonzalo Sánchez de Lozada durante su primer gobierno.

#### Asfaltado del Tramo Pazña - Challapata (1998-1999)
Después de la inauguración de la carretera Oruro-Vinto-Machacamarca en 1995, las gestiones para asfaltar también este tramo de Pazña-Challapata iniciaron durante aquel año y duraron más de dos años hasta 1997. La empresa constructora "ICE Ingenieros" se adjudicó la construcción del asfaltado de la carretera y comenzó las obras el 15 de noviembre de 1998. Finalmente, la carretera asfaltada Pazña-Challapata de unos 35 kilómetros de longitud, fue inaugurada el 28 de noviembre de 1999 durante el segundo gobierno del presidente Hugo Banzer Suárez. El costo de esta obra fue de alrededor de 7,3 millones de dólares, de los cuales unos 5,8 millones (el 80 %) fue financiado por el Banco Mundial y los restantes 1,4 millones (el 20 %) fue financiado por la Corporación Andina de Fomento (CAF).

#### Asfaltado del Tramo Challapata - Cruce Culta Ventilla (1999-2003)
El asfaltado de este tramo inició el año 1999 y estuvo a cargo de la empresa constructora "Ice Ingenieros". Después de haber estado paralizada durante varios años por falta de financiamiento, la Corporación Andina de Fomento (CAF) concedió al estado boliviano un crédito 13 millones de dólares para su conclusión en julio de 2001. Finalmente, la carretera de 92 kilómetros de longitud fue inaugurada el año 2003 durante el segundo gobierno Gonzalo Sánchez de Lozada.

#### Asfaltado del Tramo Cruce Culta Ventilla - Tarapaya (2001-2004)
Las gestiones para asfaltar este importante tramo que une ya al Departamento de Oruro con el Departamento de Potosí, comenzaron en febrero del año 1999 durante el segundo gobierno de Hugo Banzer Suárez. Los recursos para el financiamiento de la construcción de este tramo provinieron del Banco Interamericano de Desarrollo (BID) mediante un crédito al estado boliviano de 71,8 millones de dólares. Del total de ese monto, el gobierno de aquella época destinó alrededor 26 millones de dólares exclusivamente para el asfaltado del tramo Cruce Culta Ventilla-Tarapaya.
Las obras del asfaltado fueron adjudicadas a la empresa constructora Apolo-IASA y comenzaron a finales del año 2001 y el tramo fue finalmente inaugurado el 9 de noviembre de 2004 ya durante el gobierno de Carlos Mesa Gisbert.

#### Asfaltado del Tramo Tarapaya - Potosí (1986)
Este tramo fue uno de los primeros tramos que se asfaltaron en la Ruta 1. Para el asfaltado del tramo Tarapaya - Ciudad de Potosí de 23 kilómetros de longitud, el estado boliviano encargó este proyecto a la empresa constructora "COPESA", el cual inauguró dicho tramo en el año 1986 durante el cuarto gobierno de Víctor Paz Estenssoro. Posteriormente después de 23 años, dicho tramo fue rellenado con el recapamiento de un nuevo asfalto en el año 2009.